# 모음 (해부학)

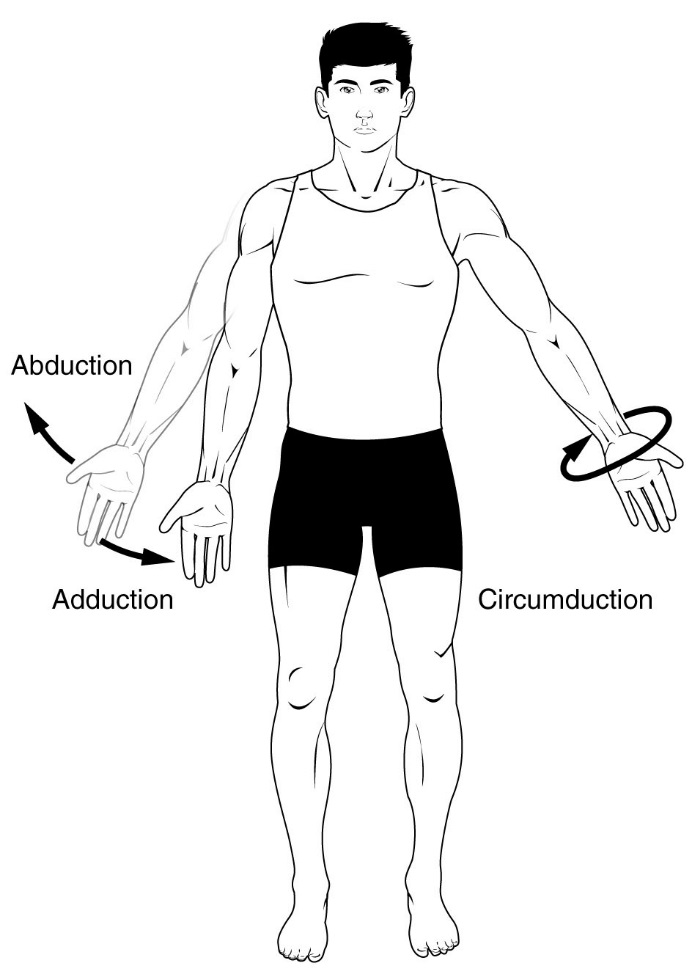

모음(adduction) 또는 내전(內轉)은 신체 일부분을 시상면(矢狀面, sagittal plane, 몸을 정면에서 좌우로 나는 가상의 해부학 면)에 가깝게 하는 움직임을 의미하는 해부학 용어이다. 이러한 근육들을 내전근(adductor)라 한다.

## 내전근 목록

### 상지

#### 팔•어깨
- 어깨에서 팔에 관하여 (팔을 아래로 함)[2]
  - 어깨밑근(Subscapularis)
  - 큰원근(Teres major)
  - 큰가슴근(Pectoralis major)
  - 가시아래근(Infraspinatus)
  - 위팔세갈래근(Triceps brachii) 긴갈래(long head)
  - 넓은등근(Latissimus dorsi)
  - 부리위팔근(Coracobrachialis)

#### 손•손목
- 손목에서 손에 관한 근육[3]
  - 척측수근굴근(Flexor carpi ulnaris)
  - 척측수근신근(Extensor carpi ulnaris)
- 손가락에 관한 근육[4]
  - 장측골간근(Palmar interossei)
- 엄지에 관한 근육[5]
  - 무지내전근(Adductor pollicis)

### 하지
- 엉덩이에서의 허벅지에 관한 근육[6]
  - 넙다리안쪽칸(medial compartment of thigh)/고관절내전근(adductor muscles of the hip)
    - 긴모음근(Adductor longus)
    - 짧은모음근(Adductor brevis)
    - 큰모음근(Adductor magnus)
    - 두덩근(Pectineus)
    - 두덩정강근(Gracilis)

#### 발•발가락
- 발에 관한 근육(S2-S3)[7]
  - 무지내전근(Adductor hallucis)
  - 척측골간근(Plantar interossei)

### 기타
- 안구(eyeball)
  - 상직근(Superior rectus muscle)
  - 하직근(Inferior rectus muscle)
  - 중직근(Medial rectus muscle)
- 턱(jaw) (저작근(muscles of mastication), 턱을 다물게 하는 것은 내전운동이다.)
  - 교근(masseter)
  - 익돌근(pterygoid muscles) (외측익돌근lateral pterygoid muscle과 내측익돌근medial pterygoid muscle)
  - 측두근(temporalis)
- 성대주름(vocal folds)
  - 외측윤상피열근(Lateral cricoarytenoid muscle)

## 같이 보기
- 근육
- 근육계통
- 인체 골격근 목록
- 인체 뼈 목록
- 인체 신경 목록
- 해부학 용어
  - 근육에 대한 해부학 용어
  - 운동에 대한 해부학 용어
  - 위치에 대한 해부학 용어
- 안쪽돌림
- 바깥돌림
- 벌림

### 운동
- 랫풀다운
- 턱걸이